# Cortodera coniferae
Cortodera coniferae är en skalbaggsart som beskrevs av Hopping 1947. Cortodera coniferae ingår i släktet Cortodera och familjen långhorningar. Inga underarter finns listade i Catalogue of Life.